# العلاقات الكويتية الصربية
العلاقات الكويتية الصربية هي العلاقات الثنائية التي تجمع بين الكويت وصربيا.

## مقارنة بين البلدين
هذه مقارنة عامة ومرجعية للدولتين:
| وجه المقارنة                                              | الكويت        | صربيا                                                      |
| --------------------------------------------------------- | ------------- | ---------------------------------------------------------- |
| المساحة (كم2)                                             | 17.82 ألف     | 88.36 ألف                                                  |
| عدد السكان (نسمة)                                         | 4.14 مليون    | 7.02 مليون                                                 |
| الكثافة السكانية (ن./كم²)                                 | 232.32        | 79.45                                                      |
| العاصمة                                                   | مدينة الكويت  | بلغراد                                                     |
| اللغة الرسمية                                             | اللغة العربية | اللغة الصربية                                              |
| العملة                                                    | دينار كويتي   | دينار صربي                                                 |
| الناتج المحلي الإجمالي (بليون دولار)                      | 120.13 مليار  | 41.43 مليار                                                |
| الناتج المحلي الإجمالي (تعادل القوة الشرائية) بليون دولار | 290.53 مليار  | 100.13 مليار                                               |
| الناتج المحلي الإجمالي الاسمي للفرد دولار أمريكي          | 29.30 ألف     | 5.24 ألف                                                   |
| الناتج المحلي الإجمالي للفرد دولار أمريكي                 | 73.25 ألف     | 13.59 ألف                                                  |
| مؤشر التنمية البشرية                                      | 0.816         | 0.771                                                      |
| رمز المكالمات الدولي                                      | +965          | +381                                                       |
| رمز الإنترنت                                              | .kw           | .rs، .срб ‏                                                 |
| المنطقة الزمنية                                           | ت ع م+03:00   | توقيت وسط أوروبا، ت ع م+01:00، ت ع م+02:00، أوروبا/بلغراد ‏ |

## منظمات دولية مشتركة
يشترك البلدان في عضوية مجموعة من المنظمات الدولية، منها:
| علم المنظمة | اسم المنظمة                               | تاريخ انضمام الكويت | تاريخ انضمام صربيا |
| ----------- | ----------------------------------------- | ------------------- | ------------------ |
|             | المنظمة الهيدروغرافية الدولية             | ?                   | ?                  |
|             | الاتحاد البريدي العالمي                   | ?                   | ?                  |
|             | يونسكو                                    | 18 نوفمبر 1960      | 20 ديسمبر 2000     |
|             | البنك الدولي للإنشاء والتعمير             | 13 سبتمبر 1962      | 25 فبراير 1993     |
|             | وكالة ضمان الاستثمار متعدد الأطراف        | 12 أبريل 1988       | 19 مارس 1993       |
|             | الاتحاد الدولي للاتصالات                  | 14 أغسطس 1959       | 1 يونيو 2001       |
|             | منظمة الشرطة الجنائية الدولية             | ?                   | ?                  |
|             | مؤسسة التمويل الدولية                     | 13 سبتمبر 1962      | 25 فبراير 1993     |
|             | الأمم المتحدة                             | 14 مايو 1963        | 1 نوفمبر 2000      |
|             | مؤسسة التنمية الدولية                     | 13 سبتمبر 1962      | 25 فبراير 1993     |
|             | منظمة حظر الأسلحة الكيميائية              | ?                   | ?                  |
|             | المركز الدولي لتسوية المنازعات الاستشارية | 4 مارس 1979         | 8 يونيو 2007       |

## وصلات خارجية
- موقع وزارة الخارجية الكويتية
- موقع وزارة الخارجية الصربية